# Xilopropamina
A xilopropamina, também conhecida como 3,4-Dimetilanfetamina, é uma droga estimulante da classe das fenetilaminas e anfetaminas substituídas que foi desenvolvida e comercializada como supressor do apetite na década de 1950.
A xilopropamina foi brevemente vendida na forma de sulfato de sódio, mas não foi amplamente comercializada. Outros anfetamínicos, como a 2,4-Dimetilanfetamina, também foram objetos de ensaios clínicos para potencial uso como anorexígeno, porém devido aos efeitos colaterais negativos, como hipertensão arterial, e principalmente devido à introdução de medicamentos alternativos como a fentermina, que produz efeitos colaterais mais toleráveis, a xilopropamina não permaneceu no mercado.[carece de fontes?]
A xilopropamina também foi associada a efeitos analgésicos e anti-inflamatórios, mas seu perfil farmacológico em conjunto aos efeitos colaterais produzidos não despertou interesse para tais usos na prática clínica, levando os estudos a serem descontinuados.